# Ronde van Yorkshire (vrouwen)
De Ronde van Yorkshire was een wielerwedstrijd voor vrouwen in het Engelse graafschap Yorkshire. De wedstrijd werd voor het eerst georganiseerd in 2015. 
Tijdens de eerste drie edities werd op de tweede dag van de mannenwedstrijd een eendagskoers verreden door de vrouwen. In 2018 werd deze uitgebreid tot een tweedaagse etappekoers.
| Jaar | Eerste            | Tweede       | Derde            |
| ---- | ----------------- | ------------ | ---------------- |
| 2015 | Louise Mahe       | Eileen Roe   | Katie Curtis     |
| 2016 | Kirsten Wild      | Lucy Garner  | Floortje Mackaij |
| 2017 | Elizabeth Deignan | Coryn Rivera | Giorgia Bronzini |
| 2018 | Megan Guarnier    | Dani Rowe    | Alena Amialiusik |
| 2019 | Marianne Vos      | Mavi García  | Soraya Paladin   |

## Overwinningen per land
| Overwinningen | Land                           |
| ------------- | ------------------------------ |
| 2             | Verenigd Koninkrijk, Nederland |
| 1             | Verenigde Staten               |

Mannen:
2015 ·
2016 ·
2017 ·
2018 ·
2019
Vrouwen:
2015 ·
2016 ·
2017 ·
2018 ·
2019